# Distrito ecológico Spenser
Spenser Ecological District es un área biológicamente protegida en la parte norte de Isla del Sur, en Nueva Zelanda. También conocida como el Distrito Spenser. Esta zona es conocida por la diversidad de especies de mariposas. Los típicos bosques de podocarpos del Spenser Distrito Ecológico tienen especies del sotobosque que incluyen a Blechnum discolor, Archeria traversii y Phyllocladus alpinus.